# Paputona cheesmanae
Paputona cheesmanae är en insektsart som beskrevs av Andrej Vasiljevitj Gorochov 2008. Paputona cheesmanae ingår i släktet Paputona och familjen syrsor. Inga underarter finns listade i Catalogue of Life.